# Estadi Horseed
L'Estadi Horseed és un estadi multiusos situat a la ciutat de Horseed, Somàlia.
Majoritàriament és utilitzat per la pràctica del futbol, essent la seu del club Horseed FC. Té una capacitat per a 10.000 espectadors.